# Zygmunt Pawlas
Zygmunt Pawlas (n. 28 octombrie 1930, Comuna Jasienica, Voievodatul Silezia, Polonia – d. 20 iunie 2001, Katowice, Polonia) a fost un scrimer polonez, medaliat olimpic. A participat la 2 ediții ale Jocurilor Olimpice (1952, 1956) în care a câștigat o medalie de argint.